# Parturition

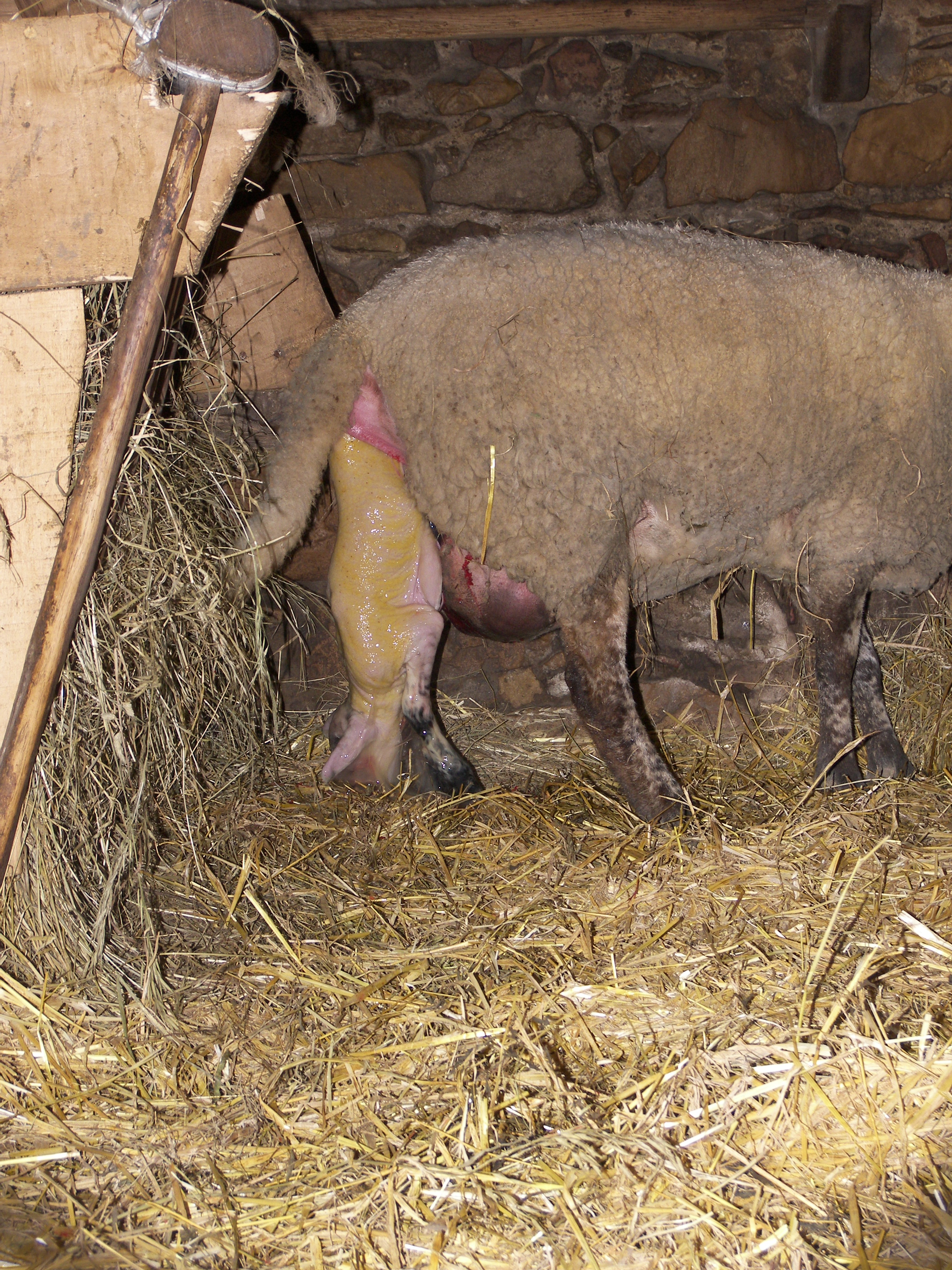
Scène d'agnelage.

La parturition, appelée aussi  mise-bas (aussi écrit mise bas), est une des étapes de la reproduction vivipare, consistant en l'action de mettre au monde la progéniture. Elle correspond à l'accouchement chez les êtres humains, au poulinage chez les chevaux, au vêlage chez les Bovidés et à l'agnelage chez les moutons.
Concrètement, il s'agit de l'expulsion du contenu utérin (liquide amniotique, progéniture et placenta) au terme d'une gestation dont la durée varie selon les espèces et fonction des individus de l'espèce considérée.
Ce mot provient du latin parere signifiant « accoucher », « enfanter », « mettre au monde » ou « mettre bas » pour un animal, qui a aussi donné le mot part en ancien français, toujours employé comme terme juridique, signifiant « enfant qui vient de naître ».

## Champ lexical lié à la parturition
L'adjectif parturiente désigne une femelle (ou, chez les syngnathidés : le mâle) en cours de parturition.
La parturition est éventuellement désignée sous divers termes fonction de certaines espèces :
- « accouchement » chez les humains et éventuellement chez les autres primates anthropoïdes ;
- « poulinage » chez les équidés ;
- « vêlage » chez les bovidés ;
- « agnelage » chez le mouton domestique ;
- « mise bas » chez la plupart des autres espèces.